# Kaspar Singer

Kaspar Singer, 2003

Kaspar Singer (* 25. November 1974 in Zürich; gebürtig Kaspar Glättli) ist ein Schweizer Cellist.

## Leben
Kaspar Singer wurde 1974 als zweiter Sohn von Rolf Glättli und Silvia Glättli-Züblin geboren und wuchs zusammen mit seinem Bruder Balthasar Glättli in Wolfhausen ZH auf. Er besuchte die Kantonsschule Zürcher Oberland. Nach der Matura erwarb er das Lehr- und Konzertdiplom als Cellist. Er spezialisierte sich bei Jaap ter Linden (Den Haag) auf Barockcello und studierte auch bei Christophe Coin (Basel). Parallel dazu pflegte er seine Vorliebe für Neue Musik mit dem Ensemble daswirdas.
Kaspar Singer ist Mitglied des Symphonieorchesters Camerata Schweiz und unterrichtet am MOZ Salzburg (Standort Innsbruck).
Kaspar Singer lebt heute zusammen mit seiner Frau und seinen drei Kindern in Lans bei Innsbruck.

## Aufnahmen
- Pippo Pollina: Dodici Lettere d’amore. 1995.
- Nixon’s Flaschengeist, Gesundheit ist hörbar, 1998.
- John Cage: Branches. 1999, Edition Wandelweiser, EWR 9901.
- John Cage: Cartridge Music. 2004, Edition Wandelweiser, EWR 0406.

## Ensembles
Kaspar Singer spielte oder spielt in den folgenden Ensembles:
- Barucco
- ensemble conSequnza, Musik in der Pforte, Feldkirch
- Academia Jacobus Stainer
- Ensemble moderntimes_1800
- Cantusfirmus, Solothurn
- Capella Leopoldina, Graz
- Camerata Schweiz
- Substitut im TSOI
- daswirdas